# Hans Multhopp
Hans Multhopp (17 maggio 1913 – 30 ottobre 1972) è stato un ingegnere aeronautico tedesco.
Conseguì una laurea presso l'Università Georg-August di Gottinga nel 1934. Multhopp lavorò a stretto contatto con il famoso disegnatore e capo progettista della Focke-Wulf Flugzeugbau AG : Kurt Tank.
Durante la seconda guerra mondiale sempre alla Focke-Wulf, fu il principale disegnatore del team responsabile della progettazione del caccia leggero Focke-Wulf Ta 183 (Huckebein), vincitore, per la Luftwaffe, del Concorso 1945 "Programma Caccia di Emergenza". La caratteristica principale di tale caccia erano le ali a freccia di 40° e soprattutto la "coda a T" (chiamata in gergo, successivamente "Multhopp T-tail") 
Dopo la fine della guerra, a seguito della "Operazione Paperclip" venne portato negli Stati Uniti.
Lavorando per la Glenn Martin Company (successivamente Martin-Marietta), sviluppò il bombardiere medio XB-51 (sempre caratterizzato sia dall'ala a freccia di 40° che dalla caratteristica T-tail). Successivamente collaborò con la NASA per il progetto START  (Spacecraft Technology and Advanced Reentry Tests), relativamente a progetti di veicoli aeronautici/spaziali "spazioplano", meglio note come "navette spaziali riutilizzabili", con elevate caratteristiche aerodinamiche tali da permettere il rientro in atmosfera. Tali progetti e i successivi test effettuati con il Martin Marietta SV-5 ed X-24 si rivelarono fondamentali per accumulare dati ed informazioni per la progettazione successiva dello Space Shuttle.